# Bernhard Krautter
Bernhard Krautter (* 26. April 1939 in Stuttgart-Hofen; † 16. Januar 2018 ebenda) war ein deutscher römisch-katholischer Geistlicher, Domkapitular und Theologe.

## Leben
Bernhard Krautter besuchte das Eberhard-Ludwigs-Gymnasium Stuttgart und machte dort 1958 sein Abitur. Am 20. Juli 1963 empfing er die Priesterweihe in Rottenburg. Er war Vikar in Pleidelsheim und Esslingen. Neben seiner Tätigkeit als Wissenschaftlicher Assistent an der Pädagogischen Hochschule Weingarten war er Studentenpfarrer in Weingarten. 1972 wurde er von der Universität Freiburg mit einer Dissertation über Die Bergpredigt im Religionsunterricht. Eine exegetisch-didaktische Erschließung zu Mattäus 5-7 zum Dr. theol. promoviert.
An der Katholischen Hochschule Freiburg hatte er eine Professur für Dogmatik und Religionspädagogik inne, zudem war er Rektor und Dekan des Fachbereichs Religionspädagogik. Er war Vorsitzender des Vorstandes der Katholischen Bibelföderation, Leiter des bischöflichen Schulamtes des Bistums Rottenburg-Stuttgart, Sekretär der Kommissionen für Erziehung und Schule sowie Wissenschaft und Kultur sowie Leiter der Zentralstelle für Bildung der Deutschen Bischofskonferenz in Bonn.
Bernhard Krautter war zudem Autor der vom Katholischen Bibelwerk verlegten Reihe Wort-Gottes-Feiern für alle Sonn- und Festtage und als Herausgeber tätig, u. a. der Zeitschrift Gottes Volk. Bibel und Liturgie im Leben der Gemeinde. Er ist in zahlreichen Büchern und Schriften mit Beiträgen vertreten.

## Ehrungen
- Päpstlicher Ehrenkaplan
- Päpstlicher Ehrenprälat